# Thyreodon fulvescens
Thyreodon fulvescens är en stekelart som beskrevs av Cresson 1865. Thyreodon fulvescens ingår i släktet Thyreodon och familjen brokparasitsteklar. Inga underarter finns listade i Catalogue of Life.